# Laura Molteni
Laura Molteni (Milano, 29 luglio 1960) è una politica italiana.

## Biografia
Terminata l'università con 105/110 I.S.E.F. (equiparato a laurea-Legge n° 136 del 18 giugno 2002), consegue due abilitazioni all'insegnamento a seguito di concorso ordinario a cattedra per l'emissione in ruolo. Successivamente, consegue anche diverse abilitazioni in Camera di Commercio, Industria Artigianato e Agricoltura di Milano, quali: Agente d'affari in mediazione immobiliare, sezione  Immobili e Aziende -  mandatari a titolo oneroso nel settore immobiliare; Agente d'affari in mediazione merceologica. Attualmente è dipendente presso un ente pubblico.

## Attività Politica
Candidata per la Lega Nord alle elezioni politiche del 1996 nel Collegio di Milano 7, arriva al terzo posto con 12.602 voti. L'anno successivo, nel 1997, alle elezioni comunali di Milano viene eletta consigliere e rinnovata nel suo mandato alle successive elezioni comunali nel 2000 con un plenum di voti.   Alle elezioni regionali lombarde del 2000 è candidata consigliere nella lista della Lega in Milano e provincia e ottiene 1461 preferenze senza essere eletta.
Alle elezioni politiche del 2008 viene eletta deputata della XVI legislatura della Repubblica Italiana nella circoscrizione III Lombardia per la Lega Nord. E viene scelta quale capogruppo in commissione XII.
Alle elezioni regionali lombarde del 2013 è candidata consigliere nella lista della Lega Nord in provincia di Milano e ottiene 1113 preferenze senza essere eletta.
Alle elezioni amministrative 2016, con 812 voti, entra in Consiglio comunale a Milano, con la lista Lega Nord tra le file delle opposizioni e viene eletta Vice Presidente del Consiglio Comunale.
Nel 2019 viene candidata dalla Lega Matteo Salvini Premier alle  Elezioni europee del 2019  nella circoscrizione del Nord-Ovest e ottiene 9583 preferenze senza essere eletta.  Prosegue la sua attività sempre nella Lega in Consiglio comunale a Milano.
Candidata alle elezioni regionali lombarde del 2023 con Fratelli d'Italia nella circoscrizione di Milano, ottiene 870 preferenze senza essere eletta.